# El núcleo rojo
El núcleo rojo (en francés: Le noyau rouge) es un óleo sobre lienzo de Joseph Probst, realizada en 1963.

## Descripción
La pintura es un óleo sobre lienzo de 130 x 81 centímetros. Es en la colección de la Museo Nacional de Historia y Arte, en Luxemburgo.

## Análisis
Esta pintura muestra a la Escuela de Luxemburgo de la pintura no figurativa. El pintor José Probst es uno de los líderes de esta escuela. Alrededor de 1963, se comenzó a mezclar la arena en sus obras.

## Europeana 280
En abril de 2016, la pintura El núcleo rojo fue seleccionada como una de las diez más grandes obras artísticas de Luxemburgo por el proyecto Europeana.